# Luigi Piras
Luigi Piras, detto Gigi (Selargius, 22 ottobre 1954), è un allenatore di calcio ed ex calciatore italiano, di ruolo attaccante.

## Carriera

### Giocatore
Ha legato la sua carriera al Cagliari e ne divenne un grande simbolo, amato quanto Gigi Riva, pur non ottenendone i successi. Era un eroe made in Cagliari in quanto nativo di Selargius, grosso centro contiguo al capoluogo della Sardegna. Giocò con i sardi per ben 15 stagioni tra A e B per un totale di 320 presenze e 87 reti (132 presenze e 31 reti in Serie A e 188 presenze e 56 reti in Serie B), e risulta il terzo marcatore in campionato della storia del Cagliari. Avendo collezionato anche 56 presenze in Coppa Italia e 17 reti, in maglia rossoblù le sue cifre ufficiali parlano di un totale di 104 reti in 376 partite, risultando il secondo marcatore di tutti i tempi della compagine sarda.
Segnò al suo esordio in serie A nel 1973-74, il 28 aprile 1974 nella vittoria interna contro la Fiorentina (la partita terminò col punteggio di 1 a 0 e in quell'anno fu la sua unica presenza), subentrando al brasiliano Nené infortunatosi in uno scontro precedente. Nel campionato 1975-76 Il Cagliari dopo 12 anni di permanenza nella massima serie (e uno scudetto) retrocede. Per la risalita in A si cercò di puntare su un rinnovo della rosa e Gigi Piras divenne uno di quei giocatori attorno ai quali far ruotare il gioco del Cagliari.
Verso la fine degli anni Settanta Piras forma con Virdis il duo d'attacco più forte della serie B. Nel campionato 1976-1977 segneranno complessivamente ventotto reti. Nel campionato di Serie B nel 1978-1979 il Cagliari allenato da Tiddia giunge secondo e ottiene la promozione in serie A grazie anche al prezioso contributo di Piras con un bottino di undici reti.
I primi due campionati in Serie A della squadra sarda sono esaltanti; il Cagliari si piazza nono e nella stagione 1980-1981 si classifica sesto in campionato. Sarà il punto più alto raggiunto dai rossoblù negli anni '80. La stagione 1981-1982 risulterà la migliore di Piras in A, egli riuscirà a segnare 9 reti. Segnerà lo stesso numero di reti nel campionato successivo ma la sua annata sarà funestata dalla retrocessione in Serie B dopo la sconfitta nello scontro diretto con l'Ascoli all'ultima giornata. Gli ultimi anni al Cagliari trascorreranno con poche soddisfazioni, salvezze sofferte e si concluderanno nel 1986-1987 con la retrocessione in Serie C1, non prima di aver contribuito con una sua rete allo scadere nel quarto di finale di ritorno di Coppa Italia 1986/87 contro la Juventus al passaggio del turno, accedendo alle semifinali della manifestazione dove il Cagliari sfidò il Napoli di Maradona, Giordano e Carnevale. Terminò la Carriera al La Palma, contribuendo al miracolo della promozione in serie C2 per la squadra del quartiere cagliaritano.

### Allenatore
Svolge oggi il ruolo di allenatore, per lo più a carattere regionale; guidò anche i biancorossi di Selargius in Serie D, il Tortolì, la Polisportiva Gialeto di Serramanna e la Monteponi Iglesias.
Nella stagione 1994-1995 ha allenato il Tempio, in Serie C2.
Nell'ottobre del 2012, è alla guida del Progetto Sant'Elia, squadra di Cagliari militante in Serie D, la quale risulterà la sua ultima esperienza come allenatore.

## Riconoscimenti
Il Cagliari lo ha inserito nella sua Hall of Fame.

## Statistiche

### Presenze e reti nei club
| Stagione        | Squadra         | Totale          | Totale | Totale |
| Stagione        | Squadra         | Comp            | Pres   | Reti   |
| --------------- | --------------- | --------------- | ------ | ------ |
| 1973-1974       | Cagliari        | A               | 1      | 1      |
| 1974-1975       | Cagliari        | A               | 7      | 0      |
| 1975-1976       | Cagliari        | A               | 15     | 4      |
| 1976-1977       | Cagliari        | B               | 29     | 10     |
| 1977-1978       | Cagliari        | B               | 36     | 12     |
| 1978-1979       | Cagliari        | B               | 38     | 11     |
| 1979-1980       | Cagliari        | A               | 30     | 4      |
| 1980-1981       | Cagliari        | A               | 27     | 4      |
| 1981-1982       | Cagliari        | A               | 26     | 9      |
| 1982-1983       | Cagliari        | A               | 26     | 9      |
| 1983-1984       | Cagliari        | B               | 30     | 7      |
| 1984-1985       | Cagliari        | B               | 12     | 1      |
| 1985-1986       | Cagliari        | B               | 14     | 8      |
| 1986-1987       | Cagliari        | B               | 29     | 7      |
| Totale carriera | Totale carriera | Totale carriera | 320    | 87     |

### Statistiche da allenatore
| Stagione        | Squadra         | Campionato      | Campionato | Campionato | Campionato | Campionato | Coppe nazionali | Coppe nazionali | Coppe nazionali | Coppe nazionali | Coppe nazionali | Coppe continentali | Coppe continentali | Coppe continentali | Coppe continentali | Coppe continentali | Altre coppe | Altre coppe | Altre coppe | Altre coppe | Altre coppe | Totale | Totale | Totale | Totale | % Vittorie | Piazzamento |
| Stagione        | Squadra         | Comp            | G          | V          | N          | P          | Comp            | G               | V               | N               | P               | Comp               | G                  | V                  | N                  | P                  | Comp        | G           | V           | N           | P           | G      | V      | N      | P      | %          | Piazzamento |
| --------------- | --------------- | --------------- | ---------- | ---------- | ---------- | ---------- | --------------- | --------------- | --------------- | --------------- | --------------- | ------------------ | ------------------ | ------------------ | ------------------ | ------------------ | ----------- | ----------- | ----------- | ----------- | ----------- | ------ | ------ | ------ | ------ | ---------- | ----------- |
| 1994-1995       | Tempio          | C2              | 34         | 12         | 8          | 14         | CI-C            | 8               | 3               | 1               | 4               | -                  | -                  | -                  | -                  | -                  | -           | -           | -           | -           | -           | 42     | 15     | 9      | 18     | 35,71      | 10º         |
| Totale carriera | Totale carriera | Totale carriera | 34         | 12         | 8          | 14         |                 | 8               | 3               | 1               | 4               |                    | -                  | -                  | -                  | -                  |             | -           | -           | -           | -           | 42     | 15     | 9      | 18     | 35,71      |             |